# Jindřichov (Velká Bíteš)
Jindřichov (německy Heinrichsdorf) je malá vesnice, část města Velká Bíteš v okrese Žďár nad Sázavou. Nachází se asi 3,5 km na jihozápad od Velké Bíteše. V roce 2009 zde bylo evidováno 30 adres. V roce 2001 zde trvale žilo 84 obyvatel.
Jindřichov leží v katastrálním území Jindřichov u Velké Bíteše o rozloze 6,85 km2.

## Název
Zakladatel vsi, Karel Vilém hrabě Haugvitz nazval osadu podle svého syna Jindřicha Viléma.

## Historie
První písemná zmínka o vesnici pochází z roku 1780 pro dělníky náměšťské továrny.